# Borostomias abyssorum
Borostomias abyssorum is een straalvinnige vissensoort uit de familie van Stomiidae. De wetenschappelijke naam van de soort is voor het eerst geldig gepubliceerd in 1896 door Köhler.